# Masty
Masty (vitryska: Масты) är en stad i Belarus.   Den ligger i voblasten Hrodna voblast, i den västra delen av landet, 210 km väster om huvudstaden Horad Mіnsk. Masty ligger 118 meter över havet och antalet invånare är 15 948.

## Natur och klimat
Terrängen runt Masty är mycket platt. Masty är det största samhället i trakten.
I omgivningarna runt Masty växer i huvudsak blandskog. Runt Masty är det ganska glesbefolkat, med 31 invånare per kvadratkilometer.